# Walther Felix Mueller
Walther Felix Mueller (* 23. November 1879 in Leipzig; † 4. November 1970 in Wiesbaden) war ein deutscher Kommunalpolitiker. Er war von 1920 bis 1937 Oberbürgermeister der Stadt Weimar.

## Leben
Am 29. März 1920 wurde Mueller zum Oberbürgermeister Weimars gewählt, er übte das Amt nach seiner Wiederwahl am 7. April 1925 bis zum 30. September 1937 aus. Von 1931 bis 1932 konnte Mueller als Staatskommissar mit Sondervollmachten die Stadt regieren. 1937 wurde Mueller durch Otto Koch abgelöst. Mueller war wesentlich an der Errichtung des Kolonialbrunnens in Weimar beteiligt, der am 7. September 1930 eingeweiht wurde.

## Ehrung
Im Jahr 1937 erhielt Mueller das Ehrenbürgerrecht, das er nach 1945 zurückgegeben hat. 1959 erhielt Mueller die Goethe-Plakette des Landes Hessen und 1960 das Bundesverdienstkreuz 1. Klasse.